# Karl Jakob Weber
Karl Jakob Weber (Arth, 12 de agosto de 1712–Nápoles, 15 de febrero de 1764) fue un arquitecto e ingeniero suizo que trabajó a las órdenes del rey Carlos VII de Nápoles. En 1750 el rey lo colocó como primer asistente de Roque Joaquín de Alcubierre en las excavaciones de Pompeya, Herculano y Estabia. 

## Vida
Weber nació en Arth (Suiza), en el seno de una familia noble católica suiza. Se educó en el gymnasium de Lucerna y posteriormente estudió matemáticas en el Collegio Ghislieri de Pavía. A pesar de su origen, no tenía rentas propias, y optó por alistarse en el regimiento de mercenarios suizos establecido en el reino de Nápoles, por entonces bajo la tutela española, donde desarrolló toda su carrera. Tras pocos años, se examinó para el acceso al cuerpo de ingenieros militares y entró en la Guardia Real como ingeniero en 1743.
A finales de 1749 se unió al equipo que estaba excavando Herculano, llamado por Roque Joaquín de Alcubierre, el ingeniero militar español que dirigía las excavaciones regias, quien precisaba de sus conocimientos de arquitectura. Progresivamente se le fueron confiando más responsabilidades en las excavaciones, mientras Alcubierre, que nominalmente fue siempre el director de las excavaciones, fue reduciendo su intervención. Sus detallados planos, especialmente el de la Villa de los papiros fueron de gran importancia para el progreso de las excavaciones y su difusión por toda Europa.
La relación con Roque Joaquín de Alcubierre fue siempre conflictiva. Frente a la actividad frenética de Alcubierre, que había proporcionado numerosos bronces y otras obras de arte que estimularon el patronazgo regio, Weber introdujo una mayor preocupación por los restos, la documentación de los hallazgos y por la excavación de habitaciones completas preocupándose por el contexto, lo que le convertía en un precedente de la arqueología moderna. Tras la muerte de Weber, su puesto de ayudante de Alcubierre pasó al arquitecto español Francisco La Vega, quien sería puesto al frente de las excavaciones tras la muerte de Alcubierre.
El plano que Weber levantó de la todavía enterrada Villa de los Papiros de Herculano, que estaba siendo explorada habitación por habitación con destructivas aperturas a través de las paredes cubiertas de frescos, todavía tiene validez para entender su disposición, y se utilizó en la construcción de la Getty Villa de Malibú.
Además de la Villa dei Papiri recuperó la mayor parte del Teatro de Herculano, los Praedia de Julia Felix en la Via dell'Abbondanza de Pompeya, de los que trazó un plano axonométrico, y varias villas de Estabia, con criterios profesionales por primera vez en las excavaciones regias.